# لطيف العاني
لطيف العاني (1932-2021)، مُصور فوتوغرافي عِراقي، اشتهرَ عالميًّا ويُعدُّ رائِدًا من رواد التَصوير في العِراق والشَرق الأوسط.

## ولادته ونشاته
ولد لطيف العاني في كربلاء عام 1932. توفي رب العائلة وكان لطيف صغير السن وانتقلت العائلة إلى بغداد. وبدأ مع التصوير الفوتوغرافي عندما كان يساعد شقيقه الذي يملك محل في شارع المتنبي ببغداد. هناك تعلم المبادئ الاساسية للتصوير من صاحب محل تصوير اسمه نيسان. في عام 1947 اشترى له شقيقه أول آلة تصوير من نوع كوداك وكان سعرها دينار ونصف. وكان عدد العاملين في مهنة التصوير عند فترة طفولته قليل نسبيا في العراق. حيث لم ينتشر عدد استوديوهات التصوير الفوتوغرافي التجارية في مدن العراق ومنها العاصمة بغداد إلا في أواخر عقد الأربعينيات من القرن العشرين.
في عام 1953 كانت بداياتهِ كمتدرب في شركة نفط العراقية على يد أساتذة من كبار المصوّرين والفنيين الأجانب إثر التحاقهِ في وحدة التصوير التابعة للشركة، وحدة جَوالة وظيفتها تصوير مساحات شاسِعة كالسدود والطرق. وبعدها في عام 1954 بدأ يمارس التصوير كمصور محترف بعد اجتيازهِ عدة دورات فنية داخل الشركة. حيث كلفهُ المدير المسؤول بتصوير حفل افتتاح المعرض البريطاني الزراعي والصناعي الذي أقيم في منطقة كرادة مريم مقابل جامع الشاوي، وقد افتتح المعرض في وقتها الملك فيصل الثاني وبحضور رئيس الوزراء محمد الصدر ونوري السعيد، وكانت شركة النفط هي الجهة الوحيدة التي تطبع التصوير بالألوان.
عن قسم التصوير في وزارة الاعلام كانت تصدر مجلة «العراق الجديد» وكانت تطبع وتوزع بخمس لغات هي: العربية، الكردية، الإنكليزية، الفرنسية والالمانية. وكانت توزع على جميع البعثات الدبلوماسية والجاليات الأجنبية العاملة في العراق. على هذا الاساس كان لطيف العاني يسافر إلى كل انحاء العراق لتغطية كل مجالات الحياة الاقتصادية والثقافية والاجتماعية والسياسية.
في عام 1960 أسس لطيف قسم التصوير في وزارة الإعلام (أعيدت تسميتها فيما بعد بوزارة الثقافة). وكان هو في ذلك الوقت، من بين القلائل في العراق الذين يعرفون كيفية التعامل مع التَصوير بالألوان. وفي عقد السبعينيات شغل منصب رئيس التصوير في وكالة الأنباء العراقية.

## الجوائز والتكريم
في 2 كانون الأول 2015، كرّمت مؤسسة الأمير كلاوس (مؤسسة هولندية المنشأ واسمها يعود إلى اسم ابن ملكة هولندا السابقة الملكة بياتريس) لطيف العاني (وعشرة فنانين آخرين). منح لطيف العاني جائزة لقيامه بإنشاء أرشيف يحتوي على الصور الفريدة لمُختلف جَوانب الحياة في العراق، كذلك لدوره الكبير في تطوير فن التصوير الفوتوغرافي الوثائقي في العِراق.

## مجموعة من صوره
يعتبر لطيف العاني من المصورين القلائل الذين وثّقوا التاريخ العراقي لفترة الخمسينيات والستينيات، أرشيفه هو توثيق صادق لتاريخ العراق خِلال هذه الفَترة، تعرض هذا الأرشيف الذي كان محفوظاً في وزارة الثقافة العراقية بعد الغزو الأمريكي في 2003 للنهب والسرقة والتدمير، آلاف الصور وأفلام النيجاتيف: صور لأماكن تاريخية ومدن، صور من الحياة اليومية للإنسان العراقي. ما بقي لدينا اليوم هو جزء بسيط من الأرشيف، منه ما احتفظ به المصور في منزله، ومنه ما هو محفوظ في بعض المكتبات ومراكز الأبحاث، مِنها:

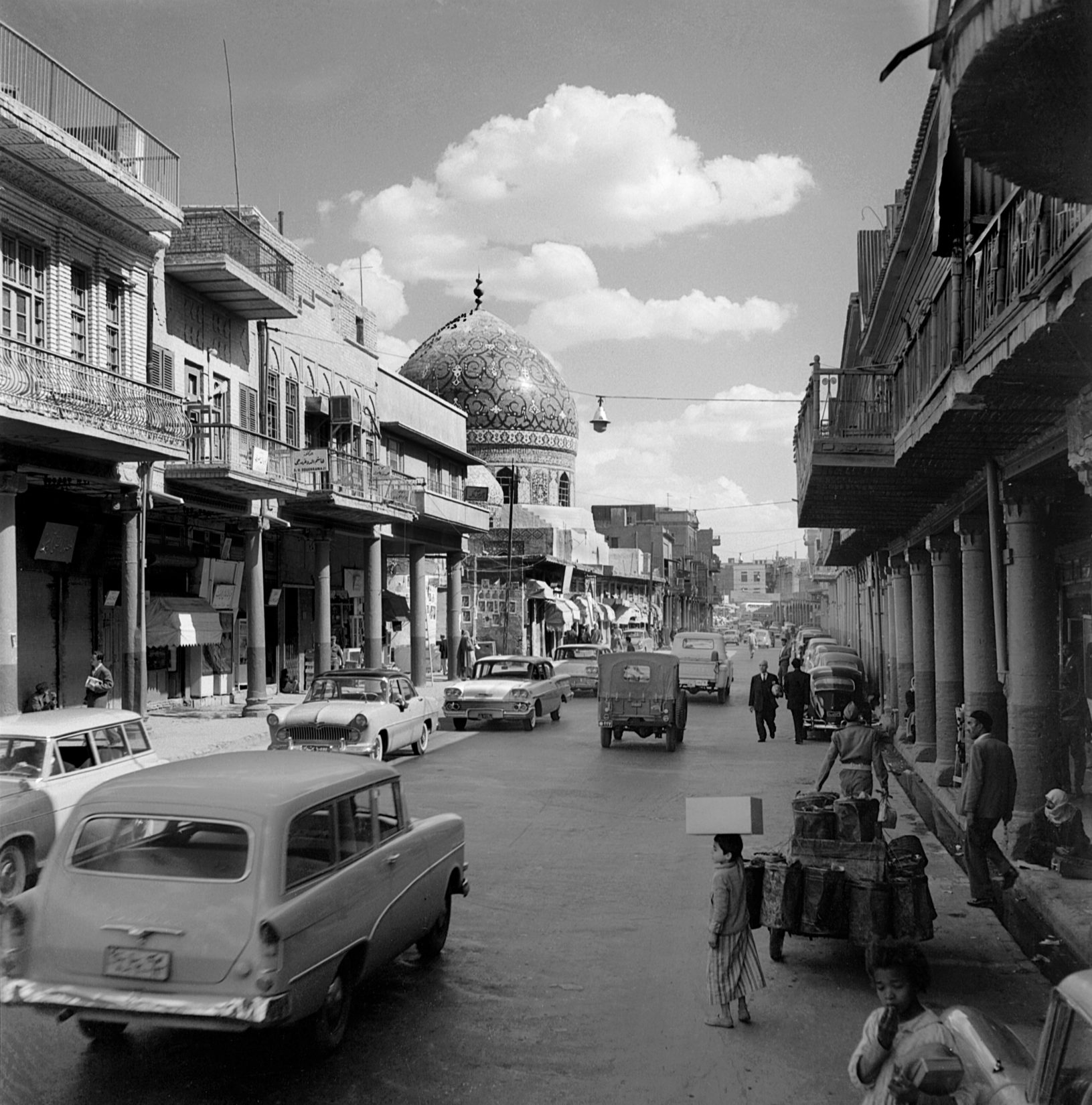
شارع الرشيد، بغداد 1961
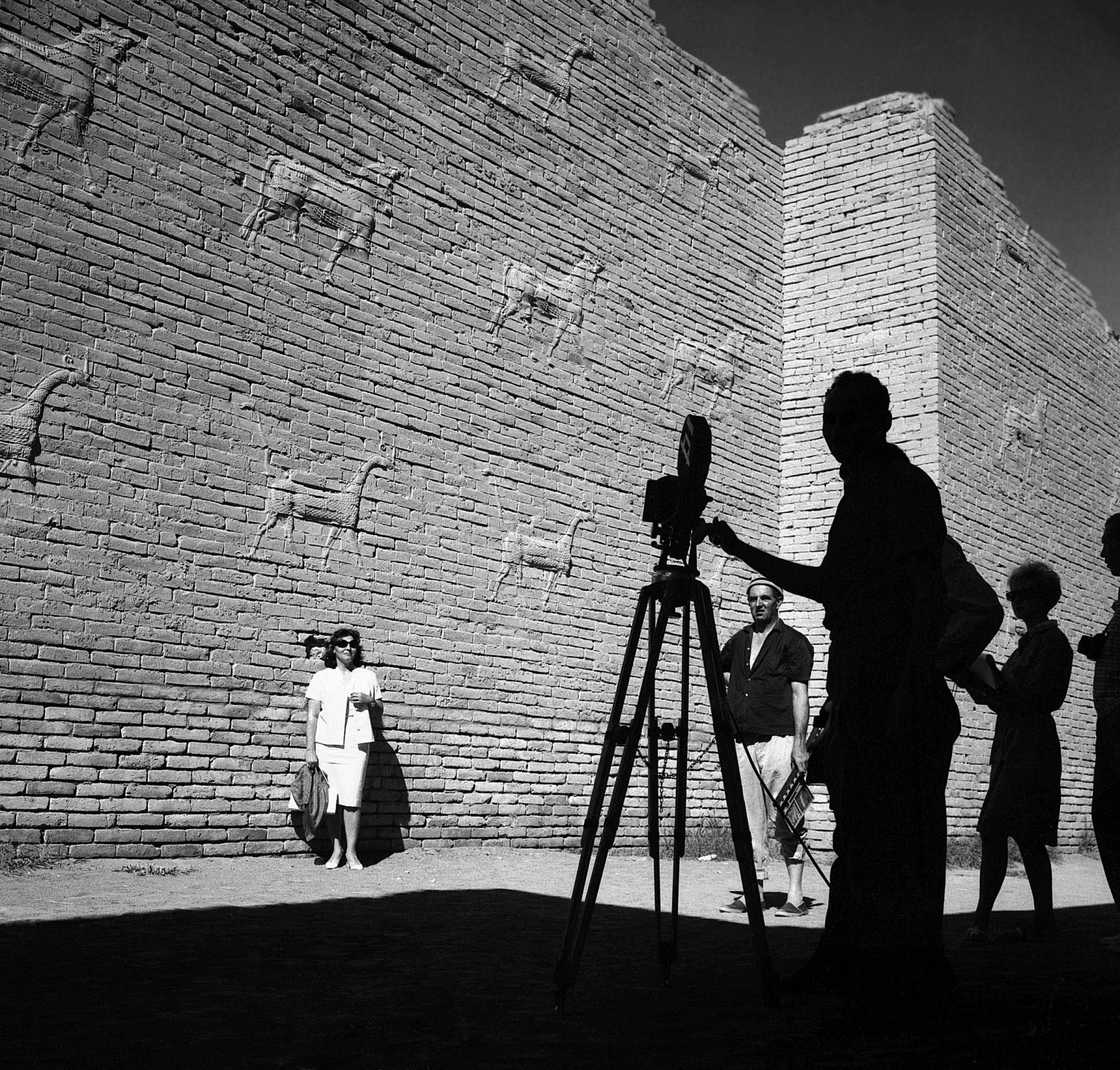
بابل 1970
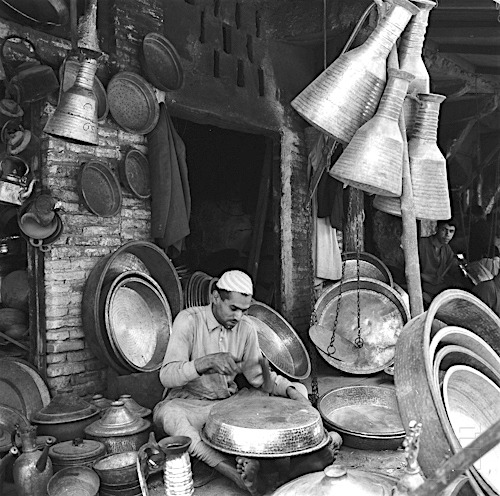
سوق الصفافير، بغداد 1962
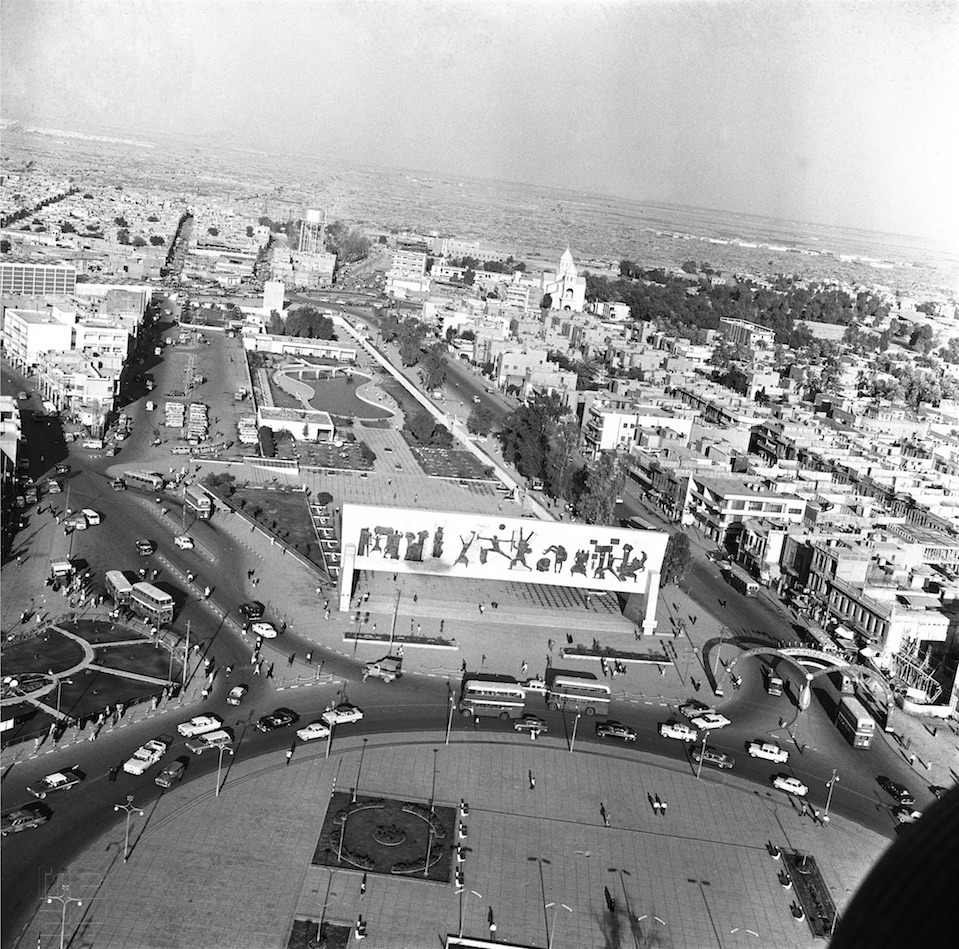
ساحة التحرير 1961
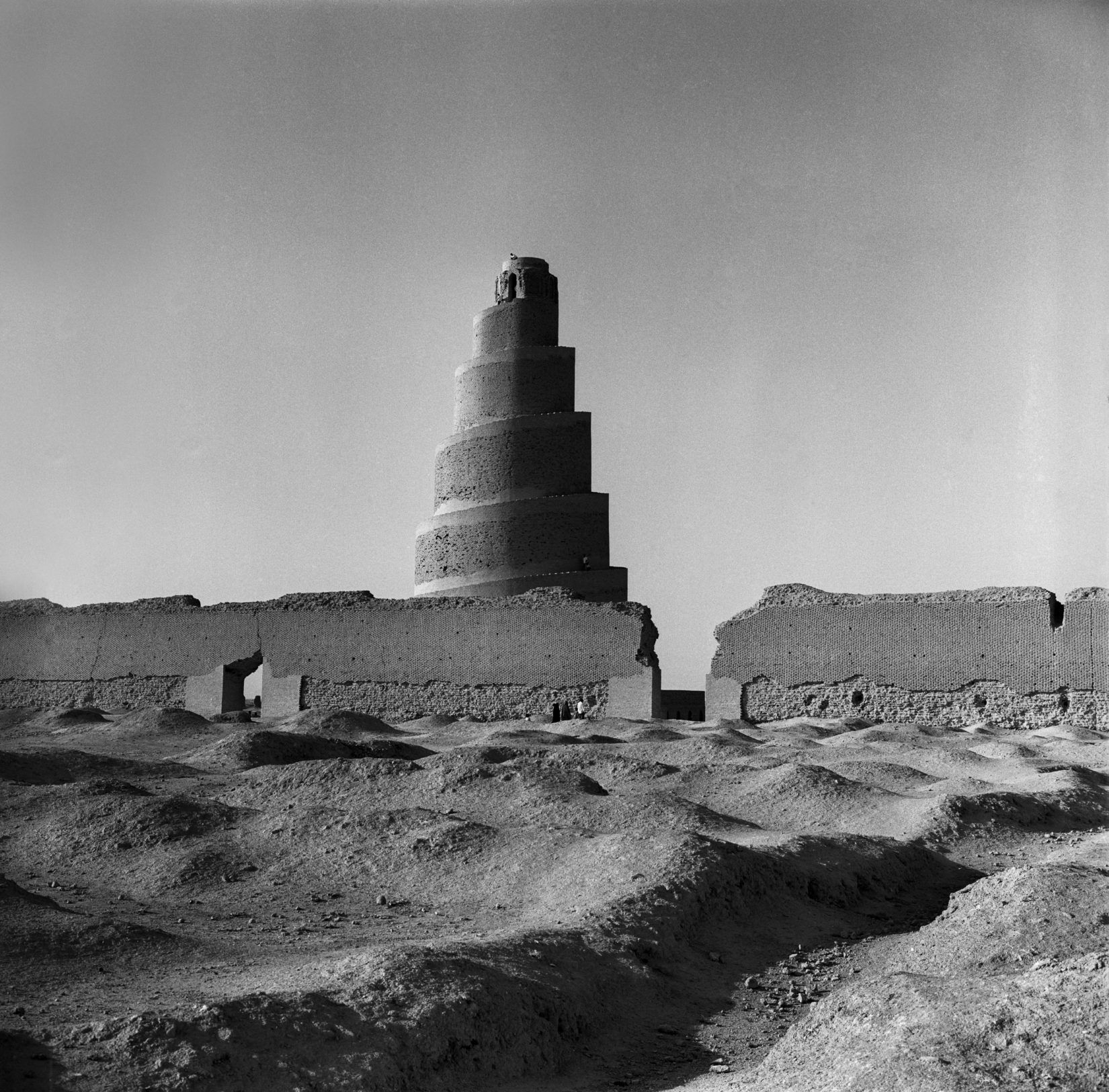
منارة الملوية 1960
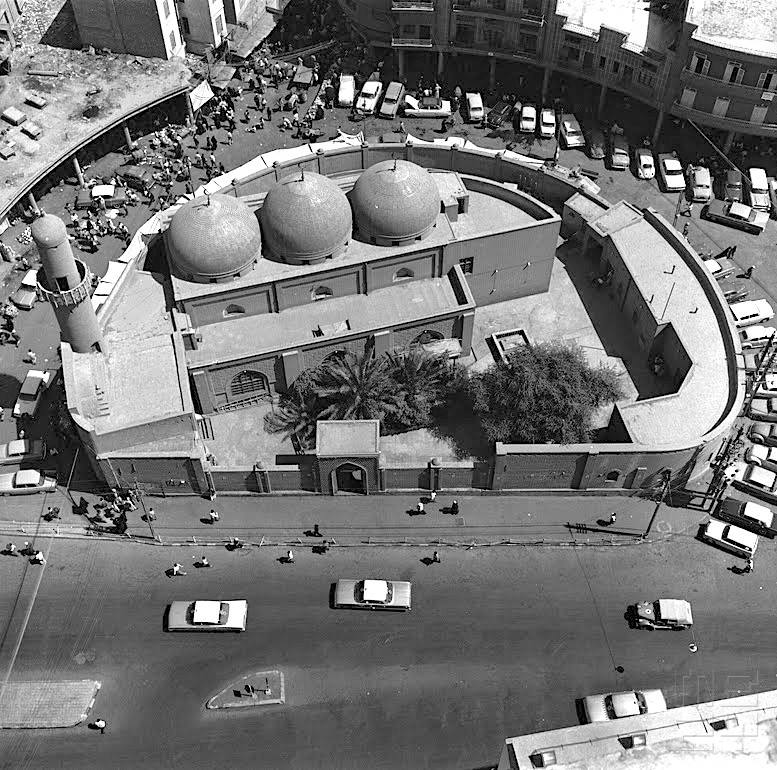
جامع مرجان 1962
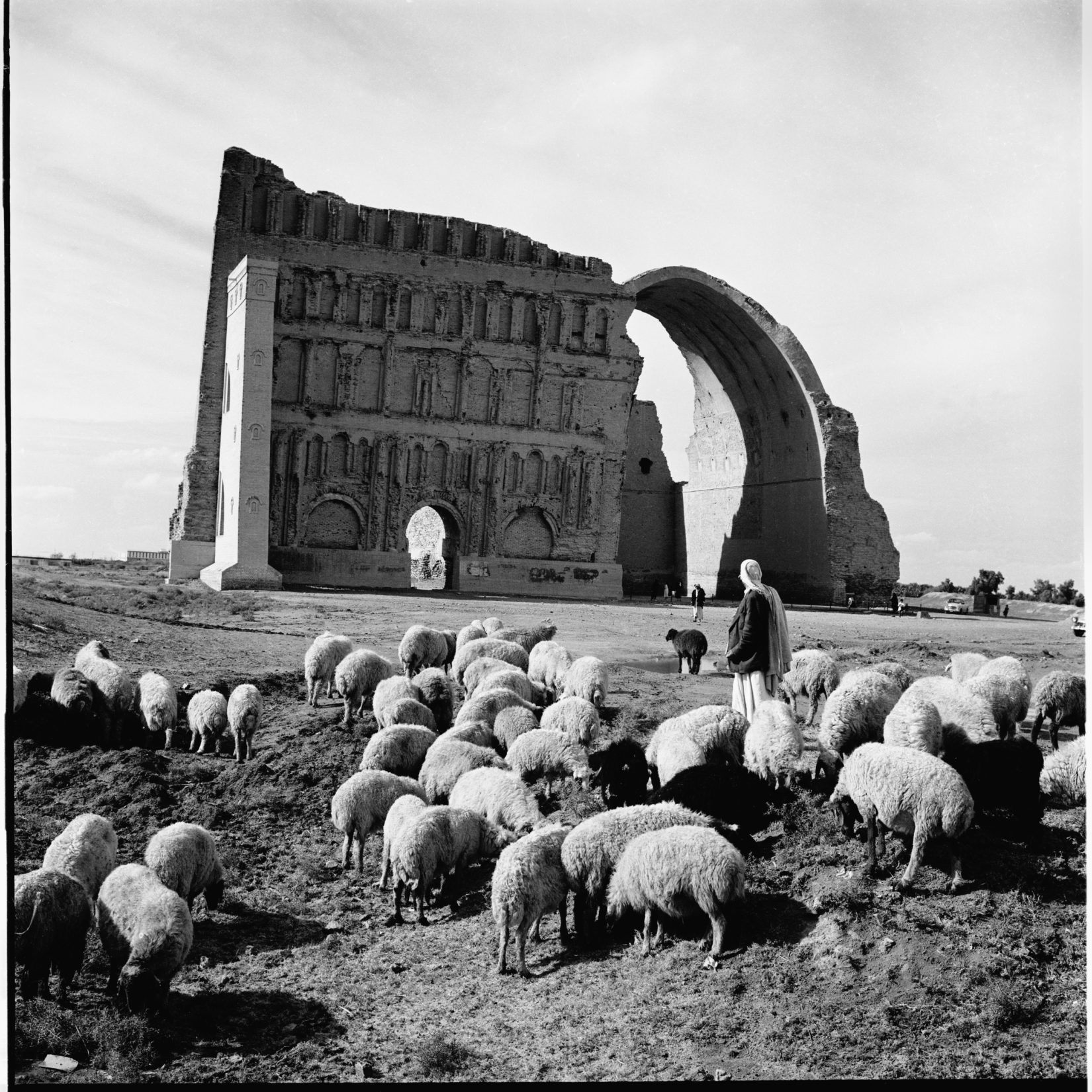
طاق كسرى 1963
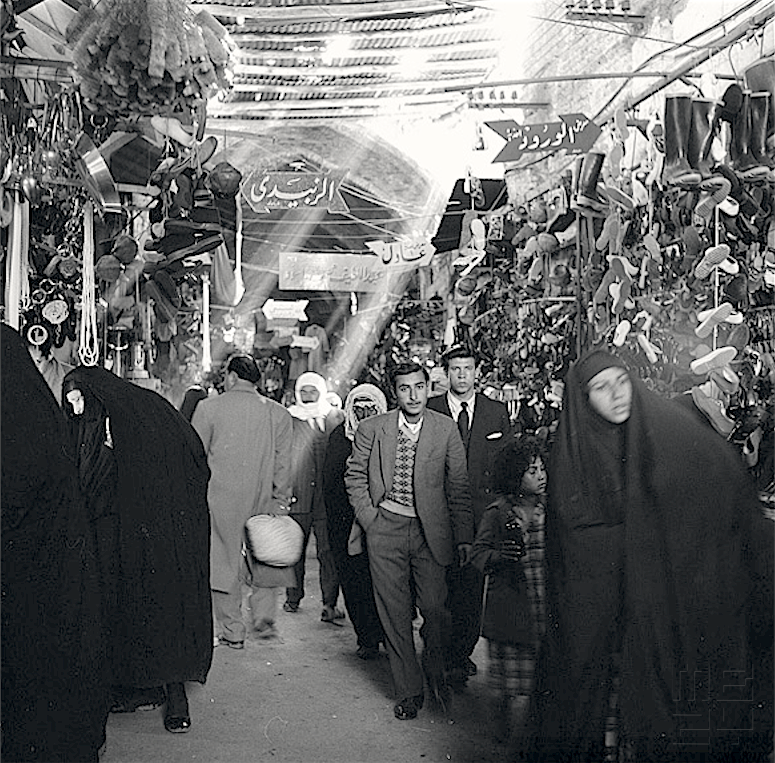
سوق في بغداد 1961
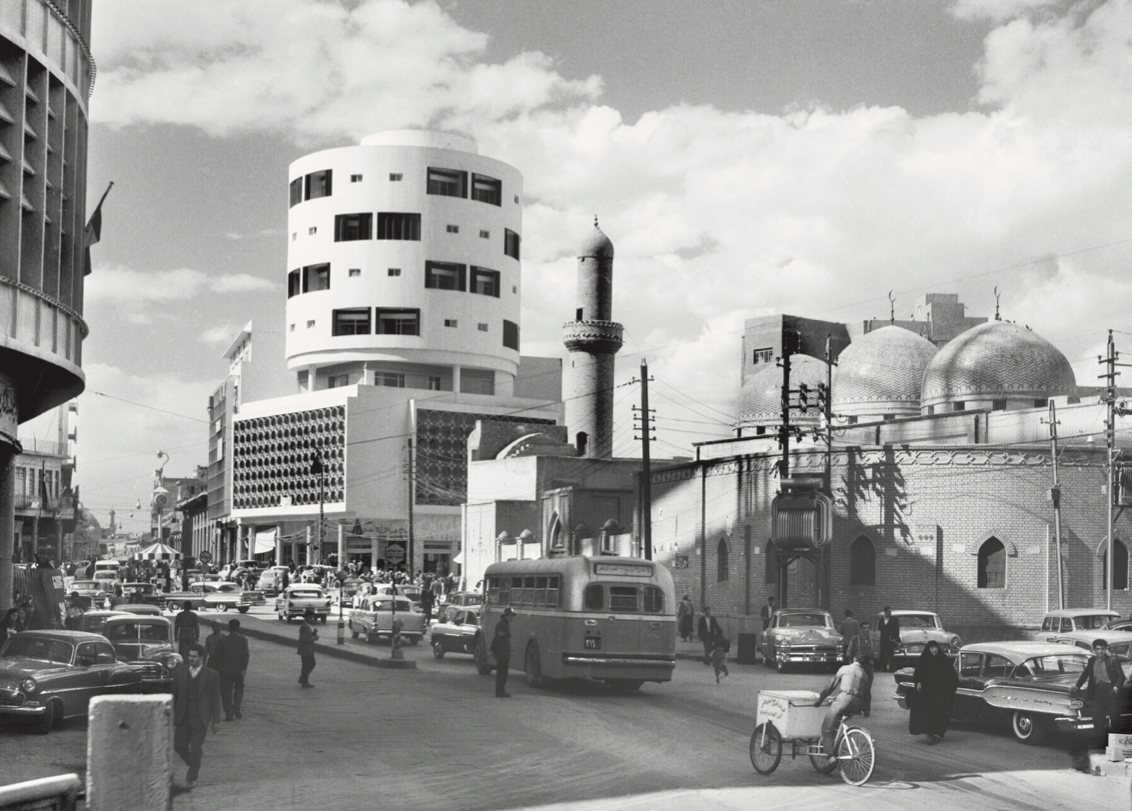
شارع الرشيد 1960
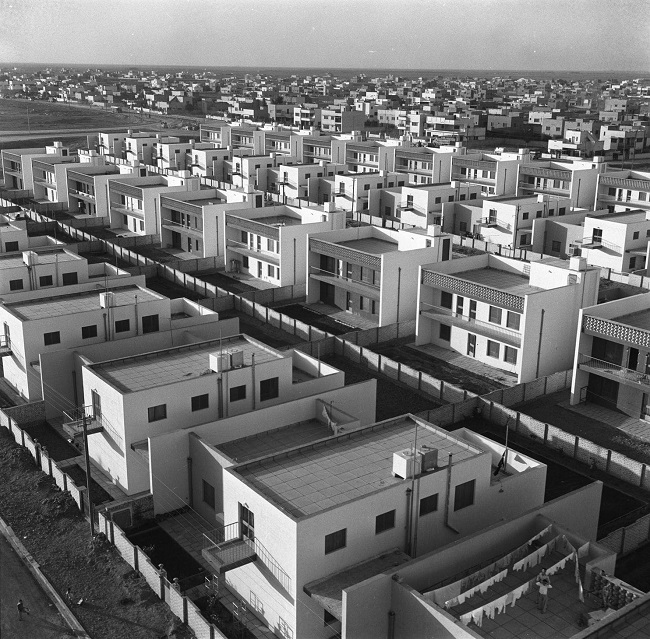
حي اليرموك 1961
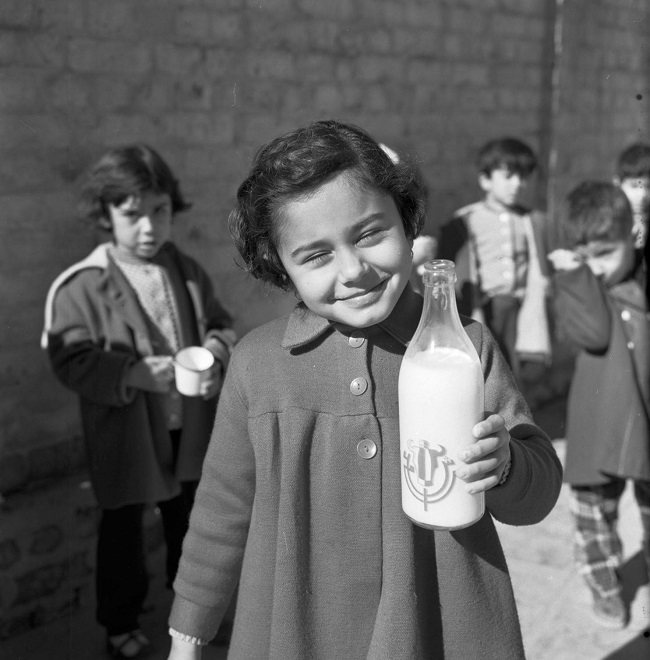
طفلة تحمل زجاجة حليب في إحدى مدارس بغداد 1961
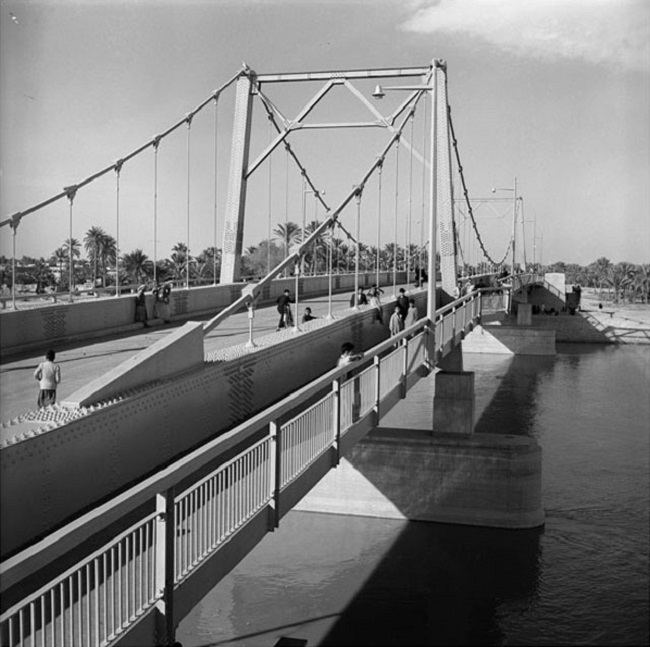
جسر 14 تموز 1964
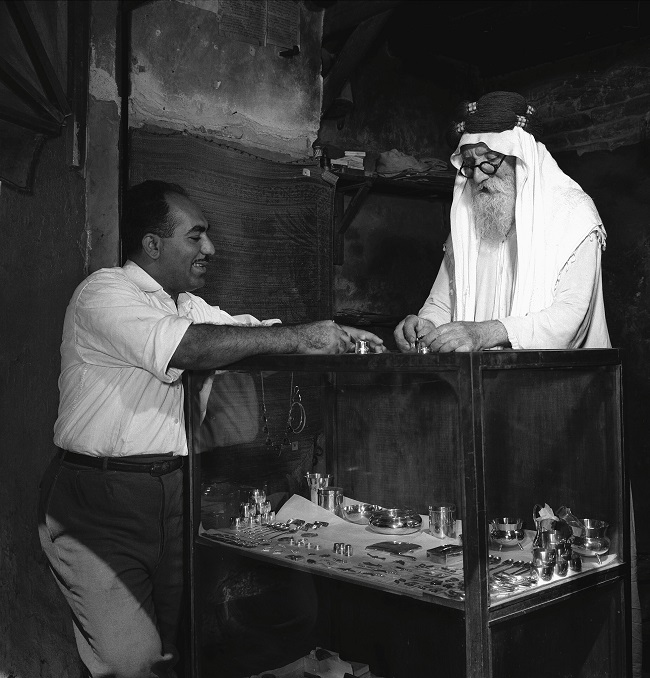
صائغ صابئي 1960
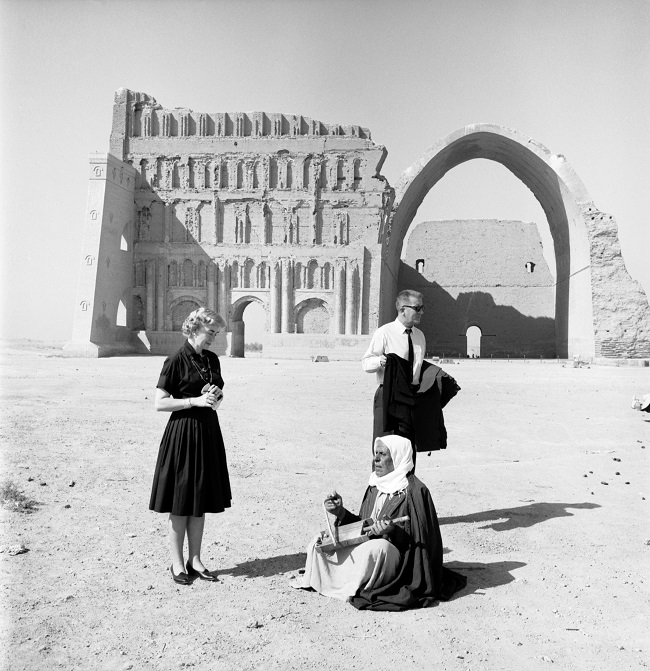
سواح أجانب عندَ طاق كسرى 1965
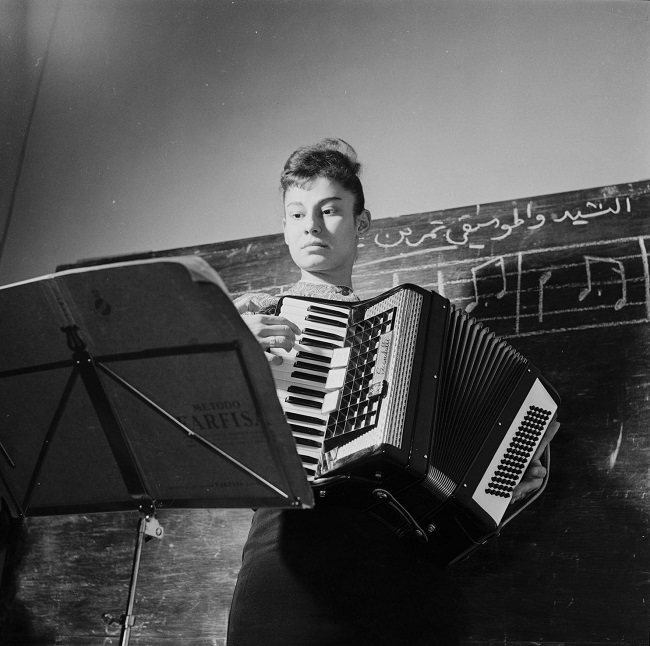
حصة الموسيقى في إحدى مدارس بغداد 1960
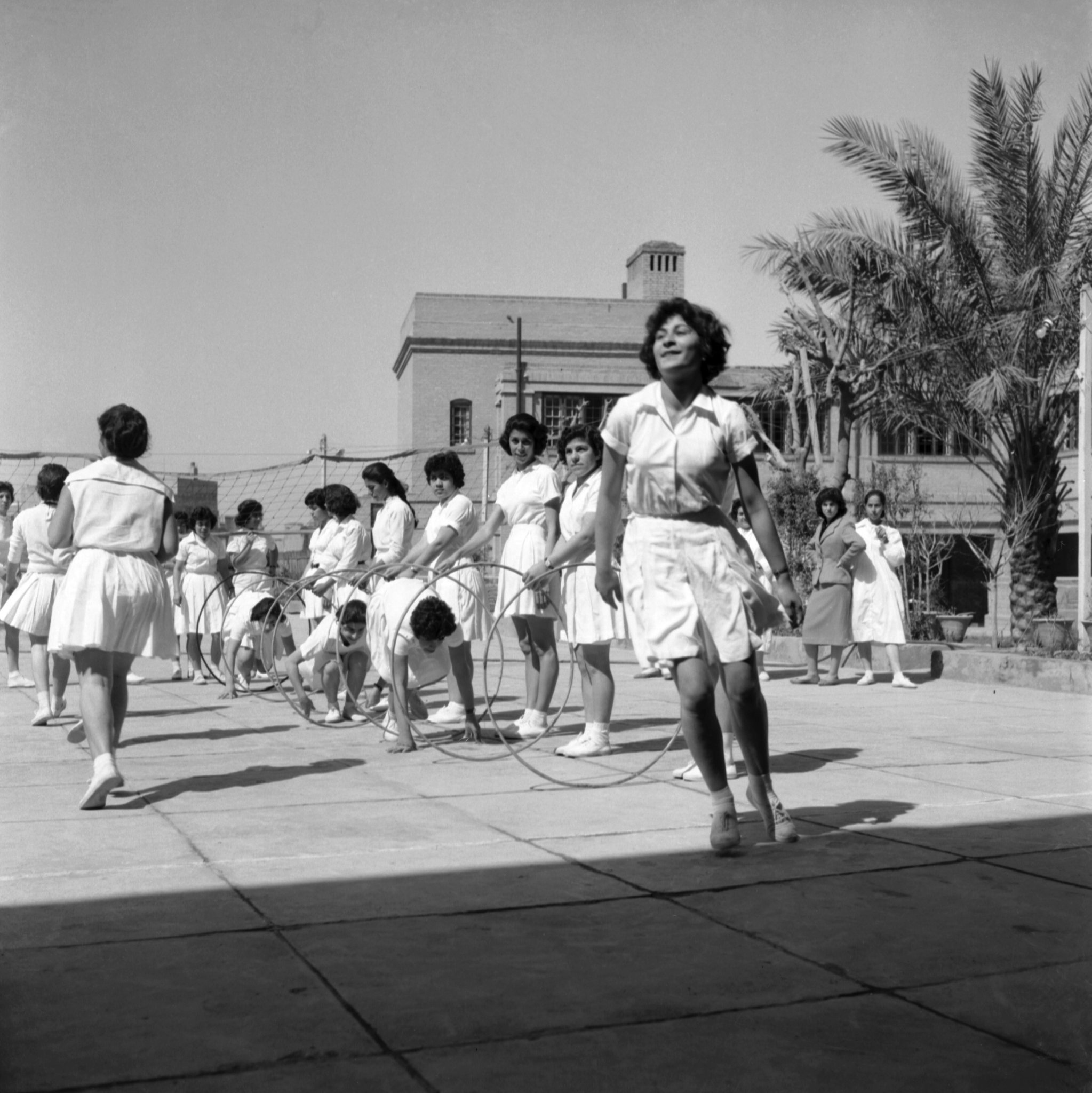
ثانوية العقيدة للبنات 1961

## وفاته
توفي لطيف العاني في مستشفى مدينة الطب في بغداد، ليلة الخميس 18 تشرين الثاني 2021م، بعد صراع مع مرض السرطان.